# ستيفان تيتوس
ستيفان تيتوس دومبروفسكي (بالإنجليزية: Stefan Tytus Dąbrowski) ـ (ولد في 31 ديسمبر 1877 في برن، سويسرا – وتوفي في 14 يوليو 1947) كان طبيبًا بولنديًا، وعالمًا، وأستاذًا جامعيًا، ودبلوماسيًا، وسياسيًا. عُيّن في عام 1919 نائبًا لوزير الخارجية في جمهورية بولندا الثانية، وكان أحد مؤسسي جامعة بوزنان ورئيسًا لها في الفترة من 1936 إلى 1939.

## حياته
وُلد ستيفان دومبروفسكي في برن، سويسرا في عام 1877. تلقى تعليمه في سويسرا ثم عاد إلى بولندا حيث تخصص في مجال الطب. وكان أحد مؤسسي جامعة بوزنان في عام 1919، حيث أسس كلية الطب. كما خدم نائبًا لوزير الخارجية في الحكومة البولندية بعد الحرب العالمية الأولى مباشرة، حيث شارك في الجهود الدبلوماسية لتوطيد مكانة بولندا المستقلة حديثًا.
كان دومبروفسكي شخصية بارزة في الحياة الأكاديمية البولندية، وقد أصبح رئيسًا لجامعة بوزنان بين عامي 1936 و1939. ومع اندلاع الحرب العالمية الثانية، أجبر الاحتلال النازي على تقويض دور المؤسسات الأكاديمية البولندية، مما أدى إلى إنهاء رئاسته للجامعة.
بعد الحرب، عاد للمساهمة في إعادة بناء الحياة الأكاديمية في بولندا إلى أن توفي في عام 1947.